# Суверена Држава Бекташијског Реда
Бекташија или Бекташистан, званично Суверена Држава Бекташијског Реда (алб. Shteti Sovran i Urdhrit Bektashi) је планирана европска микродржава и град-држава која би у потпуности била енклава унутар Тиране, у Албанији, у садашњем Светском штабу Бекташија. Ако би држава била успостављена, била би мања од Ватикана и постала би нација са најмањом површином на свету, са укупном површином од 27 хектара (0,11 km2). Планове за стварање државе прво је поменуо албански премијер Еди Рама, а подржао их је вођа Бекташијског реда Баба Монди, при чему је Рама изјавио да ће више детаља о стварању државе бити откривено у блиској будућности. По моделу Ватикана, будућа држава би давала држављанство искључиво бекташијским свештеницима и владиним званичницима.
Правни стручњаци тренутно раде на изради закона за стварање нове државе у Албанији. Закон ће морати да одобри парламент Албаније.

## Историја
Бекташијски ред је исламски суфијски шијитски мистични ред који потиче из Османског царства у 13. веку. Бекташије су се суочиле са прогоном од стране конзервативних шиита и сунита који Бекташије сматрају јеретицима. Након распада Османског царства и формирања Турске, председник Мустафа Кемал Ататурк затворио је бекташијске текије 1925. Руководство Бекташи је затим преместило своје седиште из Турске у Тирану.
Популарност Бекташијског реда је опала под бившим албанским комунистичким вођом Енвером Хоџом, који је забранио религију 1967. Под Хоџом, влада је изградила складишта на деловима земљишта које припада Светском штабу Бекташија. Након пада комунизма у Албанији, Бекташији су изгубили још земље када су приватни градитељи без дозволе градили куће на ивицама њиховог имања.
Албански премијер Еди Рама је 2024. године најавио планове за стварање Суверене државе Бекташијског реда као гест верске толеранције и промовисања позитивнијих погледа на ислам у Албанији и остатку света.
У интервјуу након објаве, Баба Монди је изјавио да ће држављанство у новој држави бити ограничено на свештенике и оне који су ангажовани у администрацији државе, слично како је држављанство структурирано у Ватикану. Такође је изразио уверење да ће обезбеђивање сувереног статуса подићи ред Бекташија и повећати његову способност да се бори против радикалних идеологија које су утицале на муслимански свет и међународну заједницу.

## Влада и признање
За стварање владе биће потребно одобрење албанског парламента. Баба Монди, бекташки дедебабат, изјавио је да ће служити као вођа земље у улози духовног вође, истичући да држава неће одржавати војску, граничаре или судове.
Држављанство ће бити ограничено на свештенике и појединце укључене у државну администрацију. Пасош ће бити зелене боје, боја која је дубоко симболична у исламу.
Баба Монди је изјавио у интервјуу недуго након објаве да многе земље, посебно оне које се суочавају са верским екстремизмом или тензијама, имају интерес да подрже мирне и умерене верске покрете као што је Бекташки ред. Он је сугерисао да земље као што су Саудијска Арабија, Уједињени Арапски Емирати и Катар могу видети вредност у подршци мирољубивој суфијској шиитској традицији Реда како би се ојачала умерена тумачења ислама. Поред тога, он је сугерисао да би се државе које се суочавају са унутрашњим изазовима са милитантним исламом, као што је Кина, могле ускладити са Бекташијским редом као средством за борбу против екстремизма без подстицања подела. Ред верује да ће међународна заједница временом препознати предности јачања умерених гласова и посматрати Суверену државу Бекташијског реда као вредан допринос глобалним напорима који промовишу мир, толеранцију и дијалог. 